# István Kozma (lottatore)
István Kozma (Budapest, 27 novembre 1939 – Budapest, 9 aprile 1970) è stato un lottatore ungherese, specializzato nella lotta greco-romana.
Morì all'età di 30 anni a causa di un incidente stradale.

## Palmarès

### Olimpiadi
- 2 medaglie:
  - 2 ori (Tokyo 1964 nei +97 kg; Città del Messico 1968 nei +97 kg)

### Mondiali
- 5 medaglie:
  - 3 ori (Toledo 1962 nei 97 kg; Toledo 1966 nei 97 kg; New Delhi 1967 nei 97 kg)
  - 1 argento (Tampere 1965 nei 97 kg)
  - 1 bronzo (Yokohama 1961 negli 87 kg)

### Europei
- 3 medaglie:
  - 1 oro (Minsk 1967 nei 97 kg)
  - 2 argenti (Essen 1966 nei 97 kg; Västerås 1968 nei 97 kg)